# Bartolomeo Manfredi

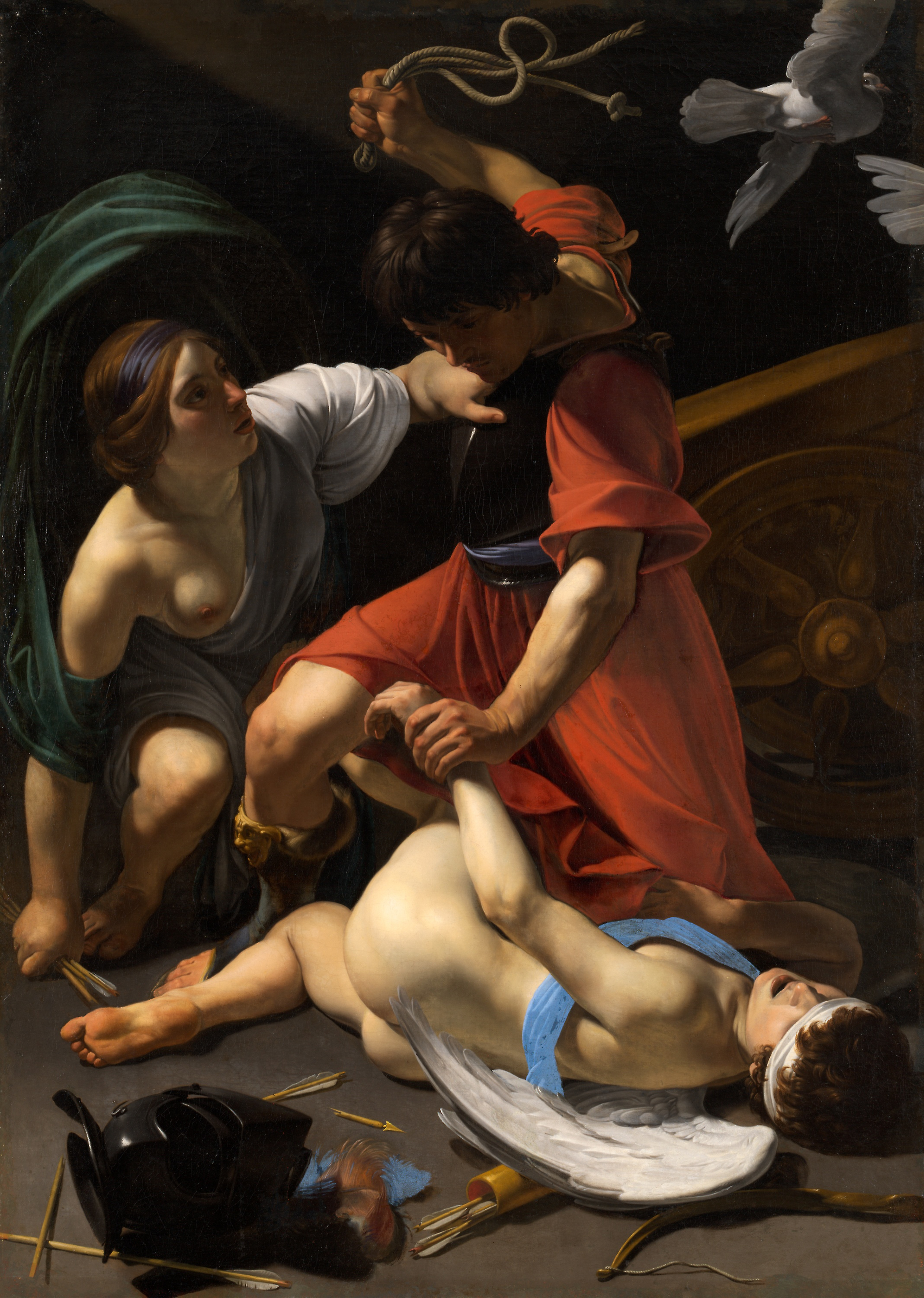
Bartolomeo Manfredi, Mars zwycięża Amora (1613)

Bartolomeo Manfredi (ur. 15 sierpnia 1582 w Ostiano, zm. 12 grudnia 1622 w Rzymie) – włoski malarz okresu baroku, uczeń Caravaggia.
Związany był głównie z Rzymem. Jego specjalnością były sceny z życia pospólstwa, gospody, żołnierze na straży, grający w karty itp.
To właśnie on, bardziej niż sam Caravaggio przyczynił się do spopularyzowania tego typu przedstawień, zwłaszcza wśród malarzy francuskich i holenderskich przebywających we Włoszech.
Nie zachowały się żadne sygnowane czy udokumentowane prace Manfrediego. Większość z ok. 40 przypisywanych mu obecnie obrazów przez dłuższy czas wiązana była z Caravaggiem.

## Wybrane dzieła
- Alegoria czterech pór roku – Dayton (Ohio), Dayton Art Institute,
- Bachus i pijak (1600-10) – Rzym, Galleria Nazionale d’Arte Antica,
- Chrystus między uczonymi – Florencja, Uffizi,
- Cierniem koronowanie – Florencja, Uffizi,
- Danina św. Piotra – Florencja, Uffizi,
- Dawid zwycięzca (ok. 1615) – Paryż, Luwr,
- Gracze w karty – Florencja, Uffizi,
- Grosz czynszowy – Florencja, Uffizi,
- Kain i Abel – Florencja, Galleria Palatina,
- Koncert – Florencja, Uffizi,
- Mars zwycięża Amora (1613) – Chicago, Art Institute,
- Młodzieniec grający na lutni (ok. 1610) – St. Petersburg, Ermitaż,
- Wartownia (1615-20) – Drezno, Gemaeldegalerie,
- Zaparcie się św. Piotra – Brunszwik, Herzog Anton Ulrich-Museum.